# 譜代大名
譜代大名（ふだいだいみょう）は、江戸時代の大名の出自による分類の一つで、外様大名に対する語。「譜第（譜代）の臣」と言うように、もともと数代にわたり主家に仕え（譜第/譜代）、家政にも関わってきた家臣のことをさす。主家との君臣関係が強く、主家滅亡時に離反すると、世間から激しく非難されることが多かった。
譜代大名のはじまりは徳川家康が豊臣政権のもとで関東地方に移封された際に、主要な譜代の武将に城地を与えて大名格を与えて徳川家を支える藩屏としたことに由来する。これに対して、それ以外の家臣は徳川家の直轄軍に編成されて、後の旗本や御家人の元となった。

## 定義と分類

### 譜代大名の定義
- 徳川将軍家により取り立てられた大名のうち、親藩および外様大名と、その支藩（分家）を除いたものを指す。
- 関ヶ原の戦い以前より、徳川家に臣従して取り立てられた大名を指す。
- 幕府の要職に就任する資格のある大名を指す。

大岡氏（大岡忠相、大岡忠光）のように旗本が加増されて大名となった場合や、陪臣出身の堀田氏・稲葉氏・柳沢氏・摂津有馬氏（有馬氏倫系）・田沼氏のように、幕府によって新たに取り立てられ大名になった場合は1の定義にあてはまり、譜代大名となる。一方で外様大名家からの分家や、立花宗茂・新庄直頼のように、一度改易された外様大名が再興した場合は外様となる。家康の男系子孫の建てた家は基本的に親藩とされ、譜代とは呼ばれなかった。
鷹司松平家のように譜代大名に定義されるべき家柄であっても、徳川家との血縁を考慮されて親藩となることもある。一方で、蜂須賀斉裕のように将軍の実子が養子となっても外様のままの場合もある。御三家、御三卿の庶子を譜代大名が養子としても親藩にはならないが、親藩待遇となることがあった。
本来外様である家も、分家の旗本出身で功績があって大名となった場合、譜代大名となることがある（氏倫系有馬家、稙綱系朽木家など）。また、上記以外でも血縁関係や幕府への功績を考慮されて譜代扱いとなることもある。これを便宜上「願い譜代」「譜代格」「準譜代」など呼んでいる。真田氏・脇坂氏・遠山氏・戸沢氏・肥前有馬氏・堀氏（堀直之家）・相馬氏・加藤氏（加藤嘉明家）・秋田氏・藤堂氏などがその例である。
江戸城ではこれらの大名は家格により、「溜間」「帝鑑間」「雁間」「菊間広縁」（菊間縁頬）の各伺候席に詰めた。

### 狭義の徳川家譜代
狭義の徳川家譜代は、代々松平家に仕えた家や、家康に取り立てられた家を指す。これらの家は臣従した時期をさらに細分化して、「安祥譜代」「岡崎譜代」「駿河譜代」などと称されている。
特に最古参の安祥譜代は伺候席で厚遇され、ひとたび取り潰されても、またすぐに何らかの形で家名が再興されることが非常に多かった。ただし、安祥譜代出身でも石川家の康長・康勝は数正が出奔し豊臣家に仕えた後に関ヶ原の戦いで東軍についたという経歴のため、外様大名とされた。

#### 譜代分類の諸説
- 『柳営秘鑑』では、安祥譜代（7家）、岡崎譜代（16家）、駿河譜代の3区別、そのほか後世追加された家の4種類に分別している。
- 『三河物語』（大久保忠教著）では、安祥譜代、山中譜代、岡崎譜代という3つの譜代区別に記載があり、柳営秘鑑と同様に、最古参の安祥譜代は、信光、親忠、信忠、清康、広忠に仕えた家臣という。また、山中譜代および岡崎譜代とは、清康が、山中・岡崎を攻略して本領とした時代からの家臣という。
- 『三河後風土記』の松平清康の項目では、安祥の七譜代、或は岡崎山中の譜代という記述が見える。

なお、上記とは別に後世の学者の研究書には「松平郷譜代」「岩津譜代」なる用語が散見されるが、『柳営秘鑑』『三河物語』いずれにもこれらの用語の記載はない。徳川家の母体となったのが安祥松平家であるため、歴史的には安祥松平家に仕えていた家臣を最古参とし、他の松平の分家に仕えていた家臣を次としている。松平郷譜代、岩津譜代は、安城松平家を含む松平氏全体を考えて研究者が新たに定義した用語で、歴史的用語ではない。
また、上記の江戸時代に書かれていた書物による分類も当時の認識によるものであり、それが歴史的事実かどうかは別問題である。例えば、『三河物語』の著者である大久保忠教は、大久保氏を安祥譜代と書きながら、一族の具体的な事績を記すのは、松平清康の山中攻略以降のことである。これは、大久保氏が実際には松平清康の時代に初めて仕えた山中もしくは岡崎譜代の家柄であった事実を隠したものだとする説がある。

### 『藩翰譜』による親疎分類
- 十八松平

形原、深溝、能見（2家）、大給（3家・石川松平を含む）、桜井、藤井（2家）、長沢（2家）
- 外戚

水野（3家）、久松（4家）、増山
- 武功の家

酒井（忠次系2家）、本多（忠勝系5家）、本多（康重系）、本多（成重系）、本多（康俊系2家）、井伊（2家）、榊原、大久保、石川（2家）、鳥居（2家）、内藤（6家）、植村（家政系）、植村（泰勝系）、安倍、渡辺、戸田（康長系）、戸田（尊次系）、戸田（一西系）、牧野（康成系2家）、牧野（信成系）、松井、三宅、西郷、土岐、高木
- 執事・御役の家

酒井（重忠系4家）、土井（3家）、阿部（3家）、青山（2家）、永井（3家）、安藤　板倉（2家）、井上（2家）、森川、久世、稲垣、西尾、三浦、米津、伊丹
- 新参の家

奥平（2家・奥平松平を含む）、小笠原（秀政系4家）、小笠原（信嶺系）、岡部、諏訪、土屋（2家）、屋代、丹羽（兵次系）、山口、加々爪、北条、秋元、稲葉（正成系）、堀田（2家）、太田、朽木、内田、柳生、小堀

## 譜代大名の役割
第一に譜代大名は、老中・若年寄をはじめとする幕閣の要職に就く資格があることである。江戸幕府は将軍家の家政機関であるという建て前上、幕閣の要職には、幕末及び越智松平家の例外を除き、譜代大名以外からは登用しない慣行が不文律として厳格に守られた。親藩出身者を幕府の役職に就任させたり、外様の大藩を政治顧問として幕政に参与させないのが、徳川政権の大きな特徴でもある。
保科正之の4代将軍家綱の後見は例外的だとする指摘もあるが、この後見も何らかの幕府の役職に就任して行われたものではない。正之は大老または、きちんとした役職としての将軍後見役に任じられていたという説もある。しかし、この時点では保科家=後の会津松平家は親藩ではなく譜代扱いされていたので、親藩大名が幕府要職についた例には当たらない。
もう一つの譜代大名の役割は、外様大名を監視することである。外様大名が置かれているときは、同じ国内にいる譜代大名は、参勤交代で同時に江戸表には在府させず、必ず在所（国許）に残る譜代大名を置いた。もっとも、外様大名が「国持大名」で、1ヶ国の全てを知行しているときは、近隣の譜代大名や、親藩がこれに当たった。

## 十八松平と久松松平
江戸幕府では、徳川家康の男系親族である十八松平のうち大名になった者は、親藩ではなく譜代大名とする。十八松平は、家康の祖父である松平清康の時代までに分家したルーツを持つ十八家である。これらは関東入部以降「御一門」と呼ばれた。
家康の異父弟の家系の久松松平家も、親藩ではなく譜代大名（一門の格）である。例えば、松平定信は田安徳川家に生まれたが、陸奥国白河藩の久松松平家に養子に入ったため、譜代大名として老中となり、寛政の改革にあたることになった。
久松松平家の諸系統のうちで最も有力であった、伊予国松山藩主と伊勢国桑名藩主（一時高田藩→白河藩）の家系は、譜代大名ながら田安宗武の子の定国・定信を養子として藩主を継がせたので、親藩待遇となった。
その他の久松松平家の諸藩
- 美濃国大垣藩→信濃国小諸藩→下野国那須藩→伊勢国長島藩、改易
- 伊予国今治藩
- 下総国多古藩

はあくまで譜代大名である。

## 譜代大名の一覧
松平氏以外の順番は『柳営秘鑑』に準じた。ただし準譜代大名（江戸時代に区別は無かったため譜代扱い）は上記当該項目を参照。
- 安祥譜代（7家） - 酒井氏、大久保氏、本多氏、阿部氏、石川氏、青山氏、植村氏、またあるいは、酒井、大久保、本多、榊原、平岩、植村ともいう。

6家しか掲載されていない。上記に挙げた阿部、石川、青山が含まれていない。
- 岡崎譜代（16家） - 井伊氏、榊原氏、鳥居氏、戸田氏、永井氏、水野氏、内藤氏、安藤氏、久世氏、三河井上氏、安倍氏、秋元氏、渡辺氏（伯太藩）、伊丹氏、屋代氏

柳営秘鑑では15家しか記載されていないが、安祥譜代7家の別例の平岩氏を含んで、16家の意味か?
- 駿河譜代 - 板倉氏、太田氏（太田資宗流）、西尾氏、土屋氏、森川氏（生実藩）、稲葉氏（稲葉正成の系統、能登守家は外様）、藤堂氏、高木氏（丹南藩）、堀田氏（出自からは三河衆のため譜代の理由不明）、三河牧野氏（牛久保牧野氏）、奥平氏、岡部氏、小笠原氏、朽木氏、諏訪氏、保科氏、土岐氏、稲垣氏、一色丹羽氏、三浦氏、遠山氏、加賀氏、内田氏、小堀氏、三河西郷氏、奥田氏、毛利氏（内膳家、断絶）、山口氏（牛久藩）、柳生氏、蜂須賀氏（阿波富田藩家・廃藩）、増山氏
- 貞享元年12月より譜代 - 水谷氏（準譜代の秋田氏・有馬氏（有馬晴信系）・相馬氏と同時）
- 徳川綱吉の時代以後の譜代 - 本庄氏
- 享保以後の譜代 - 加納氏、有馬氏（赤松氏分家）
- 寛政以後の譜代 - 脇坂氏（準譜代から抜擢）
- 『柳営秘鑑』には記載なし - 田沼氏、間部氏、三河松井氏、柳沢氏、大岡氏
- 松平一門 - 大給松平家、形原松平家、桜井松平家、滝脇松平家、竹谷松平家、長沢松平家（大河内松平家）、能見松平家、久松松平家（伊予松山藩・伊勢桑名藩以外）、深溝松平家、藤井松平家

## 主な譜代大名の領地
- 酒井家（姫路藩・庄内藩・川越藩・松代藩・前橋藩・小浜藩・高崎藩・臼井藩・高田藩）
- 石川家（伊勢亀山藩・下館藩）
- 大久保家（小田原藩）
- 本多家（姫路藩・桑名藩・村上藩・掛川藩・横須賀藩・飯山藩・岡崎藩・田中藩）
- 阿部家（福山藩・小田原藩・宮津藩・鳩ヶ谷藩・忍藩・白河藩）
- 青山家（篠山藩・岩槻藩・江戸崎藩・丹波亀山藩・小諸藩・浜松藩・郡上藩）
- 榊原家（姫路藩・村上藩・高田藩|白河藩・館林藩）
- 戸田家（大垣藩・宇都宮藩）
- 水野家（刈谷藩・郡山藩・福山藩・結城藩・沼津藩・松本藩・岡崎藩・唐津藩・浜松藩・安中藩・山形藩・紀伊新宮藩）
- 安藤家（磐城平藩・紀伊田辺藩）
- 板倉家（備中松山藩・庭瀬藩・福島藩）
- 西尾家（原市藩・田中藩・横須賀藩・土浦藩・小諸藩・白井藩）
- 稲葉家（淀藩・臼杵藩・福知山藩・館山藩）
- 堀田家（佐倉藩・佐野藩）
- 牧野家（長岡藩・小諸藩・笠間藩）
- 奥平家（中津藩）
- 小笠原家（小倉藩・唐津藩・越前勝山藩）
- 井伊家（彦根藩）
- 柳生家（柳生藩）
- 脇坂家（龍野藩） ※脇坂氏は初めは外様大名であったが、準譜代になり、最終的に譜代となった。
- 間部家（鯖江藩・高崎藩）
- 柳沢家（大和郡山藩・甲府藩・川越藩）
- 林家（請西藩）
- 大給松平家（西尾藩・田野口藩・岩村藩・府内藩）
- 形原松平家（篠山藩・丹波亀山藩）
- 桜井松平家（尼崎藩・田中藩・掛川藩|飯山藩）
- 滝脇松平家（小島藩）
- 深溝松平家（島原藩・刈谷藩|福知山藩）
- 藤井松平家（上田藩・土浦藩・篠山藩|丹波亀山藩|庭瀬藩|高崎藩・岩槻藩・出石藩・古河藩・上山藩・明石藩・郡山藩・興留藩）
- 久松松平家（桑名藩・松山藩・今治藩・刈谷藩|小諸藩） ※なお、桑名藩・松山藩の久松松平家は親藩としても数えられる。